# Baschet Club Timișoara
Il Baschet Club Timișoara (più comunemente noto come BC Timișoara) è una squadra di pallacanestro della città di Timișoara in Romania. Milita in Divizia A, la massima divisione del campionato di pallacanestro rumeno. Nel corso della sua storia ha vinto una Coppa di Romania. Si contende lo scettro di prima squadra cittadina con i rivali del Timba Timișoara.

## Storia
Il BC Timișoara è stato fondato nel 1991 come Elba Timișoara. Ha assunto l'attuale denominazione solo nel 2010 quando di fatto la proprietà è passata nelle mani del Comune e del Distretto di Timiș. Proprio nel 2010 è datato il primo trofeo conquistato dal sodalizio bianco-porpora, ovvero la Coppa di Romania.

## Palmarès

### Trofei nazionali
- Coppa di Romania: 2

2010, 2015